# Rafael Trujillo (Segler)
Rafael Joaquín Trujillo Villar (* 14. Dezember 1975 in La Línea de la Concepción) ist ein ehemaliger spanischer Segler.

## Erfolge
Rafael Trujillo nahm an vier Olympischen Spielen teil. Bei den Olympischen Spielen 2000 in Sydney nahm er in der Bootsklasse Star teil, in der er mit José van der Ploeg den achten Platz belegte. Vier Jahre darauf startete er in Athen mit dem Finn-Dinghy. Er schloss die Regatta mit 51 Punkten auf dem zweiten Rang hinter Ben Ainslie ab und gewann damit die Silbermedaille. 2008 wurde er in Peking im Finn Neunter, 2012 erreichte er den achten Rang. Bei Weltmeisterschaften gewann er 2003 in Cádiz und 2010 in San Francisco die Silbermedaille, während er 2007 in Cascais Weltmeister wurde.
Im Volvo Ocean Race 2014–2015 war er Crewmitglied der Yacht Mapfre, die den vierten Platz belegte.